# Ilona Vékony
Ilona Vékony, coniugata Mátayné (Kiskőrös, 19 ottobre 1926), è un'ex cestista ungherese.

## Carriera
Con l'Ungheria ha disputato i Campionati del mondo del 1957 e tre edizioni dei Campionati europei (1950, 1954, 1956).